# Carolina Holanda
Carolina Holanda (Recife, 29 de setembro de 1981) é uma atriz e modelo brasileira.
Carolina começou como modelo em Recife, Pernambuco. Aos 17 anos, decide mudar-se para São Paulo para investir na carreira de modelo. Lá participa de campanhas publicitárias, desfiles e editoriais de moda em várias publicações nacionais.
Mais tarde, faz cursos de cinema em São Paulo mas é em workshops de interpretação em Nova York que opta por seguir a carreira de atriz. Desde então, vem atuando em telenovelas e séries de TV, como Mandrake e Amazônia, de Galvez a Chico Mendes, além de curtas-metragens e peças teatrais.
Sua estreia em longas-metragens foi em Corpos Celestes.

## Carreira

### Televisão
| Ano  | Título                             | Personagem                |
| ---- | ---------------------------------- | ------------------------- |
| 2011 | A Vida da Gente                    | Eliete                    |
| 2011 | Insensato Coração                  | Ísis                      |
| 2009 | Promessas de Amor                  | Doutora Gabriela de Souza |
| 2008 | Os Mutantes - Caminhos do Coração  | Doutora Gabriela de Souza |
| 2007 | Duas Caras                         | Bárbara Carreira (jovem)  |
| 2007 | Amazônia, de Galvez a Chico Mendes | Carminha                  |
| 2005 | Mandrake                           | Pâmela                    |
| 2004 | Da Cor do Pecado                   | Pilar                     |
| 2000 | Laços de Família                   | Participação              |

### Cinema
| Ano  | Título          | Personagem |
| ---- | --------------- | ---------- |
| 2011 | Corpos Celestes | Diana      |

### Teatro
| Ano  | Título              | Personagem |
| ---- | ------------------- | ---------- |
| 2011 | Ervilha Sapo Junior | Verdureira |
| 2005 | Feminina Lunar      |            |